# 2015 KW120
2015 KW120 est un astéroïde de la famille Apollon d'environ 25 mètres de diamètre qui s'est approché à 420 000 kilomètres (1,1 fois la distance Terre-Lune) de la Terre le 29 mai 2015 à 11 h 53. À son maximum de brillance, sa magnitude apparente a atteint environ 15,4. Le mouvement apparent de l'astéroïde était alors de plus de 110 secondes d'arc par minute de temps.